# Agnieszka Zagner
Agnieszka Zagner – polska dziennikarka, absolwentka nauk politycznych Uniwersytetu Śląskiego w Katowicach, specjalizująca się w sprawach międzynarodowych, szczególnie dotyczących Bliskiego Wschodu.
Karierę dziennikarską rozpoczęła w 1998 roku publikując w miesięczniku Uniwersytetu Śląskiego w Katowicach. Od 1999 roku związana z Tygodnikiem Polityka, gdzie początkowo pracowała w dziale politycznym. Od 2008 roku jest redaktorką serwisu Polityka.pl, gdzie odpowiada za sekcję międzynarodową. W przeszłości publikowała również w miesięczniku Słowo Żydowskie.
W 2012 roku była nominowana do nagrody Stowarzyszenia Dziennikarzy Polskich za tekst „Komu nie leży loża” (Polityka, 15.01.2011).
Agnieszka Zagner jest też autorką bloga „Orient Express” prowadzonego w ramach portalu Tygodnika Polityka, na którym porusza kwestie związane z Bliskim Wschodem, w tym konflikt izraelsko-palestyński oraz skutki wojen w regionie.